# 纳瓦里努广场

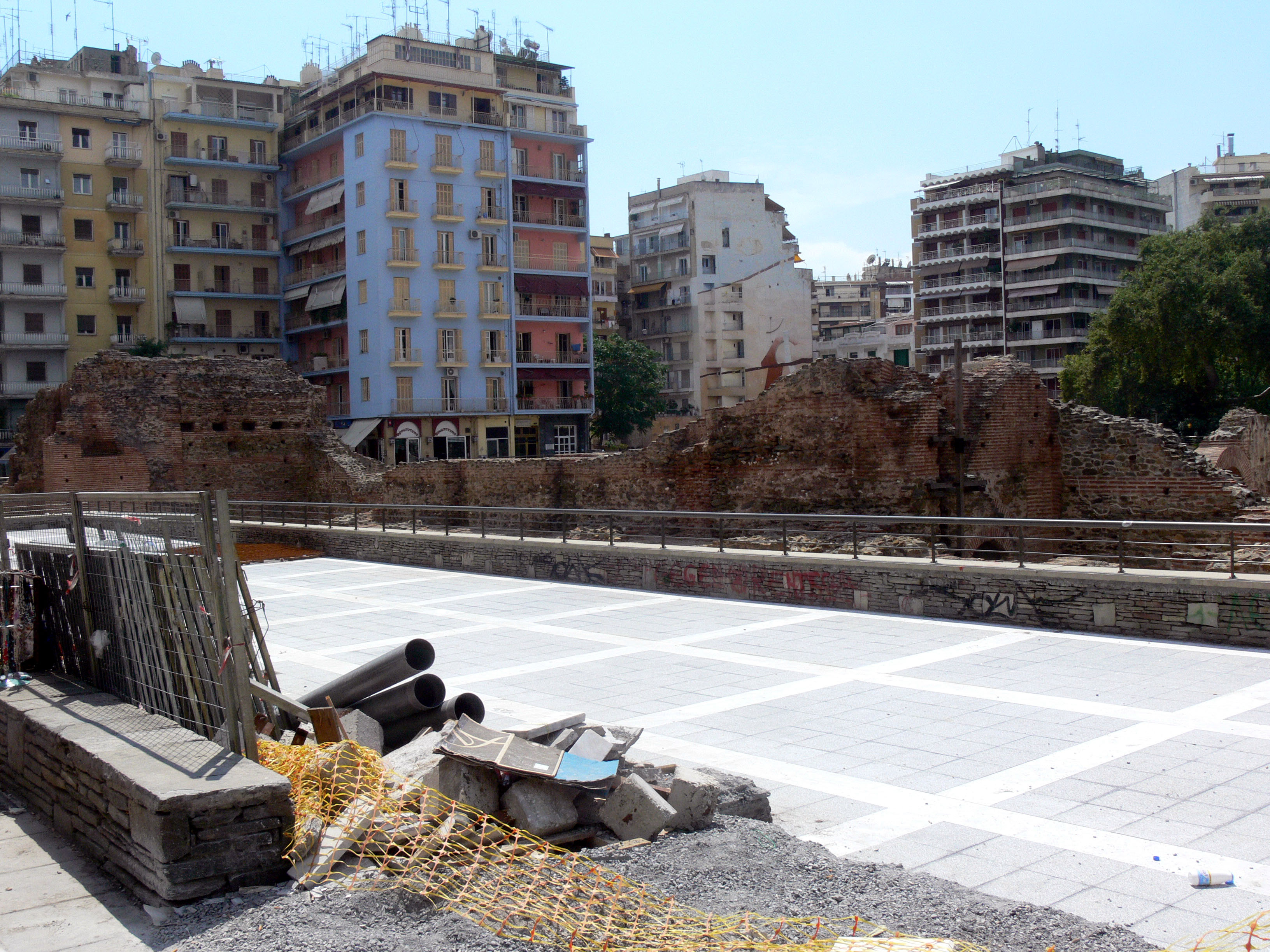
伽列里乌斯宫殿的废墟

纳瓦里努广场  (希臘語：Πλατεία Ναβαρίνου)是希腊塞萨洛尼基的一个广场.

## 历史
广场的历史可以追溯到古罗马时期，这里有伽列里乌斯宫殿的废墟。与之毗邻的 "Hippodromus 广场"，是公元390年狄奥多西一世在位期间帖撒罗尼迦屠杀的发生地点。
今天纳瓦里努广场是一个受欢迎的聚会场所，其中主要是该市的学生。